# Ołeksandr Horiainow
Ołeksandr Serhijowycz Horiainow, ukr. Олександр Сергійович Горяінов (ur. 29 czerwca 1975 w Charkowie) – ukraiński piłkarz grający na pozycji bramkarza, reprezentant Ukrainy, trener piłkarski.

## Kariera piłkarska

### Kariera klubowa
Wychowanek miejscowej DJuSSz Metalist Charków. Pierwszy trener Wałerij Bohdanow. Rozpoczął karierę piłkarską w Olimpiku Charków w 1992. W 1993 przeszedł do Metalista Charków. Również bronił barw CSKA Kijów i Krywbasu Krzywy Róg. Wybrany kapitanem Metalista. Latem 2016 po rozwiązaniu klubu przeniósł się do nowo organizowanego klubu Metalist 1925 Charków. Latem 2017 zakończył karierę piłkarza.

### Kariera reprezentacyjna
Reprezentacyjną karierę rozpoczął od występów w młodzieżowej reprezentacji Ukrainy U-21.
25 maja 2010 debiutował w reprezentacji Ukrainy w wygranym 4:0 meczu towarzyskim z Litwą.

## Kariera trenerska
Po zakończeniu kariery piłkarza rozpoczął pracę szkoleniową. Najpierw pomagał trenować bramkarzy klubu Metalist 1925 Charków, a od 11 września 2018 pełnił obowiązki głównego trenera klubu. 4 czerwca 2019 został zwolniony.

## Sukcesy i odznaczenia

### Sukcesy klubowe
- brązowy medalista Mistrzostw Ukrainy: 2007, 2008, 2009, 2010
- brązowy medalista Pierwszej lihi Ukrainy: 1998

### Sukcesy indywidualne
- wybrany do listy 33 najlepszych piłkarzy Ukrainy: nr 3 (2008, 2009)
- rekordzista Mistrzostw Ukrainy w ilości meczów na „0”: 944 minuty (12.09.1998-10.04.1999)[3]
- rekordzista Mistrzostw Ukrainy w ilości meczów na „0” w sezonie: 18 meczów (2006/2007)[4]
- rekordzista klubu Metalist Charków w ilości rozegranych meczów: 414 meczów
- członek Klubu Ołeksandra Czyżewskiego: 334 mecze
- członek Klubu Jewhena Rudakowa: 151 mecz na „0”

### Odznaczenia
- tytuł Mistrza Sportu Ukrainy
- Medal „Za Pracę i Zwycięstwo”: 2008[5].